# Jean de Rochetaillée

Wappenschild des Jean de Rochetaillée

Jean de Rochetaillée, auch Jean de La Rochetaillée (* im 14. Jahrhundert in Rochetaillée bei Lyon; † 24. März 1437 in Bologna) war Lateinischer Titularpatriarch von Konstantinopel, Bischof von Genf und Paris, Erzbischof von Rouen, Administrator des Erzbistums Besançon und Kardinal.

## Leben
Mit eigentlichem Namen Jean de Font, kam er aus einfachen Verhältnissen in der Gegend von Lyon. Jean war 1392 Priester an der Kathedrale von Lyon und erwarb den Titel eines Doctor iuris utriusque. Er war an der päpstlichen Kanzlei tätig und wurde 1412 von Johannes XXIII., einem Gegenpapst, zum Lateinischen Patriarchen von Konstantinopel ernannt. Martin V. ernannte ihn 1418 zum Administrator von Genf. Er widersetzte sich den Bestrebungen des Grafen Amadeus VIII. von Savoyen, die Oberherrschaft über Genf zu erringen. 1422 tauschte Jean das Bistum mit dem Pariser Bischof Jean Courtecuisse, 1423 wurde er Erzbischof von Rouen, 1426 Kardinal, 1429 wurde er Administrator des Erzbistums Besançon. Er nahm 1432 am Konzil von Basel teil und wurde 1434 Vizekanzler der Römischen Kirche.
Er starb am Palmsonntag 1437 in Bologna und wurde in der Kathedrale von Lyon beigesetzt.